# 플라즈마 스텔스
1950년에 스푸트니크를 쏘아올린 소련은 레이다로 스푸트니크를 추적하던 중 매우 이상한 일을 발견하게 된다. 레이다에 스푸트니크가 잡히지를 않았던 것이다. 소련의 과학자들은 기나긴 연구와 고민 끝에 그 답을 알아내게 되는데 그것은 다음과 같다. 스푸트니크가 상승한 고도 주변에 있는 자연적인 플라즈마 층이 레이다의 단파를 흡수했던 것이다. 이때 소련의 과학자들은 플라즈마가 레이다파를 흡수한다는 것을 처음 발견하게 되었다. 그 이후, 소련의 과학자들은 플라즈마에 대한 많은 연구를 하게 되었다. 그 결과로 "플라즈마 환경 하의 구 및 원통에 대한 레이다 간섭 요소의 연구"라는 논문이 나오게 되었다. 이 논문에 따르면 " 플라즈마의 이온화된 대기 성분은 마이크로파를 흡수해서 에너지로 바꾸거나 혹은 다른 파장으로 바꾸어 내보낸다. " 라고 한다.
1. ↑  스텔스

## 같이 보기
- 스텔스 기술